# Torneio de Wimbledon de 2018 - Dia a dia
Estes foram os jogos realizados nas quadras mais importantes a partir do primeiro dia das chaves principais.

## Dia 1 (2 de julho)
- Cabeças de chave eliminados:
  - Simples masculino:  Grigor Dimitrov [6],  Borna Ćorić [16],  Richard Gasquet [23],  Filip Krajinović [28],  Leonardo Mayer [32]
  - Simples feminino:  Sloane Stephens [4],  Elina Svitolina [5],  Coco Vandeweghe [16],  Magdaléna Rybáriková [19],  Anastasija Sevastova [21],  Zhang Shuai [31]

Ordem dos jogos:
| Quadra Central              | Quadra Central           | Quadra Central          | Quadra Central       |
| Evento                      | Vencedor(a)/(es/as)      | Derrotado(a)/(os/as)    | Resultado            |
| --------------------------- | ------------------------ | ----------------------- | -------------------- |
| Simples masculino – 1ª fase | Roger Federer [1]        | Dušan Lajović           | 6–1, 6–3, 6–4        |
| Simples feminino – 1ª fase  | Caroline Wozniacki [2]   | Varvara Lepchenko       | 6–0, 6–3             |
| Simples masculino – 1ª fase | Stan Wawrinka            | Grigor Dimitrov [6]     | 1–6, 7–63, 7–65, 6–4 |
| Quadra Nº 1                 |                          |                         |                      |
| Evento                      | Vencedor(a)/(es/as)      | Derrotado(a)/(os/as)    | Resultado            |
| Simples feminino – 1ª fase  | Donna Vekić              | Sloane Stephens [4]     | 6–1, 6–3             |
| Simples masculino – 1ª fase | Milos Raonic [13]        | Liam Broady [WC]        | 7–5, 6–0, 6–1        |
| Simples feminino – 1ª fase  | Serena Williams [25/PR]  | Arantxa Rus             | 7–5, 6–3             |
| Simples feminino – 1ª fase  | Agnieszka Radwańska [32] | Elena-Gabriela Ruse [Q] | 6–3, 4–6, 7–5        |
| Quadra Nº 2                 |                          |                         |                      |
| Evento                      | Vencedor(a)/(es/as)      | Derrotado(a)/(os/as)    | Resultado            |
| Simples masculino – 1ª fase | Marin Čilić [3]          | Yoshihito Nishioka [PR] | 6–1, 6–4, 6–4        |
| Simples feminino – 1ª fase  | Venus Williams [9]       | Johanna Larsson         | 36–7, 6–2, 6–1       |
| Simples masculino – 1ª fase | Gaël Monfils             | Richard Gasquet [23]    | 7–66, 7–5, 6–4       |
| Simples feminino – 1ª fase  | Tatjana Maria            | Elina Svitolina [5]     | 7–63, 4–6, 6–1       |
| Quadra Nº 3                 |                          |                         |                      |
| Evento                      | Vencedor(a)/(es/as)      | Derrotado(a)/(os/as)    | Resultado            |
| Simples masculino – 1ª fase | Sam Querrey [11]         | Jordan Thompson         | 6–2, 6–4, 6–3        |
| Simples feminino – 1ª fase  | Madison Keys [10]        | Ajla Tomljanović        | 6–4, 6–2             |
| Simples masculino – 1ª fase | John Isner [9]           | Yannick Maden [Q]       | 6–2, 7–64, 7–5       |
| Simples feminino – 1ª fase  | Kateřina Siniaková       | Coco Vandeweghe [16]    | 36–7, 6–3, 8–6       |

## Dia 2 (3 de julho)
- Cabeças de chave eliminados:
  - Simples masculino:  Dominic Thiem [7],  David Goffin [10],  Jack Sock [18],  Pablo Carreño Busta [20],  Marco Cecchinato [29],  Fernando Verdasco [30]
  - Simples feminino:  Caroline Garcia [6],  Petra Kvitová [8],  Maria Sharapova [24],  Anastasia Pavlyuchenkova [30]

Ordem dos jogos:
| Quadra Central              | Quadra Central            | Quadra Central        | Quadra Central     |
| Evento                      | Vencedor(a)/(es/as)       | Derrotado(a)/(os/as)  | Resultado          |
| --------------------------- | ------------------------- | --------------------- | ------------------ |
| Simples feminino – 1ª fase  | Garbiñe Muguruza [3]      | Naomi Broady [WC]     | 6–2, 7–5           |
| Simples masculino – 1ª fase | Rafael Nadal [2]          | Dudi Sela             | 6–3, 6–3, 6–2      |
| Simples feminino – 1ª fase  | Simona Halep [1]          | Kurumi Nara           | 6–2, 6–4           |
| Simples feminino – 1ª fase  | Jeļena Ostapenko [12]     | Katy Dunne [WC]       | 6–3, 7–65          |
| Quadra Nº 1                 |                           |                       |                    |
| Evento                      | Vencedor(a)/(es/as)       | Derrotado(a)/(os/as)  | Resultado          |
| Simples masculino – 1ª fase | Kyle Edmund [21]          | Alex Bolt [Q]         | 6–2, 6–3, 7–5      |
| Simples feminino – 1ª fase  | Aliaksandra Sasnovich     | Petra Kvitová [8]     | 6–4, 4–6, 6–0      |
| Simples masculino – 1ª fase | Novak Djokovic [12]       | Tennys Sandgren       | 6–3, 6–1, 6–2      |
| Quadra Nº 2                 |                           |                       |                    |
| Evento                      | Vencedor(a)/(es/as)       | Derrotado(a)/(os/as)  | Resultado          |
| Simples feminino – 1ª fase  | Johanna Konta [22]        | Natalia Vikhlyantseva | 7–5, 7–67          |
| Simples masculino – 1ª fase | Alexander Zverev [4]      | James Duckworth [PR]  | 7–5, 6–2, 6–0      |
| Simples masculino – 1ª fase | Marcos Baghdatis          | Dominic Thiem [7]     | 6–4, 7–5, 2–0, ab. |
| Simples feminino – 1ª fase  | Vitalia Diatchenko [Q]    | Maria Sharapova [24]  | 36–7, 7–63, 6–4    |
| Quadra Nº 3                 |                           |                       |                    |
| Evento                      | Vencedor(a)/(es/as)       | Derrotado(a)/(os/as)  | Resultado          |
| Simples masculino – 1ª fase | Juan Martín del Potro [5] | Peter Gojowczyk       | 6–3, 6–4, 6–3      |
| Simples feminino – 1ª fase  | Angelique Kerber [11]     | Vera Zvonareva [Q]    | 7–5, 6–3           |
| Simples masculino – 1ª fase | Matthew Ebden             | David Goffin [10]     | 6–4, 6–3, 6–4      |
| Simples feminino – 1ª fase  | Belinda Bencic            | Caroline Garcia [6]   | 7–62, 6–3          |

## Dia 3 (4 de julho)
- Cabeças de chave eliminados:
  - Simples masculino:  Lucas Pouille [17]
  - Simples feminino:  Caroline Wozniacki [2],  Agnieszka Radwańska [32]
  - Duplas masculinas:  Ivan Dodig /  Rajeev Ram [10]

Ordem dos jogos:
| Quadra Central              | Quadra Central                        | Quadra Central                        | Quadra Central                |
| Evento                      | Vencedor(a)/(es/as)                   | Derrotado(a)/(os/as)                  | Resultado                     |
| --------------------------- | ------------------------------------- | ------------------------------------- | ----------------------------- |
| Simples feminino – 2ª fase  | Karolína Plíšková [7]                 | Victoria Azarenka                     | 6–3, 6–3                      |
| Simples masculino – 2ª fase | Roger Federer [1]                     | Lukáš Lacko                           | 6–4, 6–4, 6–1                 |
| Simples feminino – 2ª fase  | Serena Williams [25/PR]               | Viktoriya Tomova [Q]                  | 6–1, 6–4                      |
| Simples feminino – 2ª fase  | Kristina Mladenovic                   | Tatjana Maria                         | 6–2, 6–2                      |
| Quadra Nº 1                 |                                       |                                       |                               |
| Evento                      | Vencedor(a)/(es/as)                   | Derrotado(a)/(os/as)                  | Resultado                     |
| Simples feminino – 2ª fase  | Venus Williams [9]                    | Alexandra Dulgheru [Q]                | 4–6, 6–0, 6–1                 |
| Simples feminino – 2ª fase  | Ekaterina Makarova                    | Caroline Wozniacki [2]                | 6–4, 1–6, 7–5                 |
| Simples masculino – 2ª fase | Marin Čilić [3] vs. Guido Pella       | Marin Čilić [3] vs. Guido Pella       | 6–3, 6–1, 3–4, suspenso       |
| Quadra Nº 2                 |                                       |                                       |                               |
| Evento                      | Vencedor(a)/(es/as)                   | Derrotado(a)/(os/as)                  | Resultado                     |
| Simples masculino – 2ª fase | Milos Raonic [13]                     | John Millman                          | 7–64, 7–64, 7–64              |
| Simples feminino – 2ª fase  | Lucie Šafářová                        | Agnieszka Radwańska [32]              | 7–5, 6–4                      |
| Simples masculino – 2ª fase | Andreas Seppi vs. Kevin Anderson [8]  | Andreas Seppi vs. Kevin Anderson [8]  | 3–6, 7–65, 3–6, 1–1, suspenso |
| Quadra Nº 3                 |                                       |                                       |                               |
| Evento                      | Vencedor(a)/(es/as)                   | Derrotado(a)/(os/as)                  | Resultado                     |
| Simples feminino – 2ª fase  | Mihaela Buzărnescu [29]               | Katie Swan [WC]                       | 6–0, 6–3                      |
| Simples masculino – 2ª fase | Gaël Monfils                          | Paolo Lorenzi                         | 3–6, 6–3, 7–65, 7–63          |
| Simples masculino – 2ª fase | Thomas Fabbiano [Q] vs. Stan Wawrinka | Thomas Fabbiano [Q] vs. Stan Wawrinka | 7–67, 6–3, 5–6, suspenso      |

## Dia 4 (5 de julho)
- Cabeças de chave eliminados:
  - Simples masculino:  Marin Čilić [3],  Diego Schwartzman [14],  Denis Shapovalov [26],  Damir Džumhur [27]
  - Simples feminino:  Garbiñe Muguruza [3],  Johanna Konta [22]
  - Duplas masculinas:  Henri Kontinen /  John Peers [3],  Max Mirnyi /  Philipp Oswald [16]
  - Duplas femininas:  Lyudmyla Kichenok /  Alla Kudryavtseva [16]

Ordem dos jogos:
| Quadra Central              | Quadra Central                        | Quadra Central                        | Quadra Central           |
| Evento                      | Vencedor(a)/(es/as)                   | Derrotado(a)/(os/as)                  | Resultado                |
| --------------------------- | ------------------------------------- | ------------------------------------- | ------------------------ |
| Simples masculino – 2ª fase | Rafael Nadal [2]                      | Mikhail Kukushkin                     | 6–4, 6–3, 6–4            |
| Simples feminino – 2ª fase  | Dominika Cibulková                    | Johanna Konta [22]                    | 6–3, 6–4                 |
| Simples masculino – 2ª fase | Kyle Edmund [21]                      | Bradley Klahn [Q]                     | 6–4, 7–60, 6–2           |
| Quadra Nº 1                 |                                       |                                       |                          |
| Evento                      | Vencedor(a)/(es/as)                   | Derrotado(a)/(os/as)                  | Resultado                |
| Simples masculino – 2ª fase | Guido Pella                           | Marin Čilić [3]                       | 3–6, 1–6, 6–4, 7–63, 7–5 |
| Simples feminino – 2ª fase  | Simona Halep [1]                      | Zheng Saisai [PR]                     | 7–5, 6–0                 |
| Simples masculino – 2ª fase | Juan Martin Del Potro [5]             | Feliciano López                       | 6–4, 6–1, 6–2            |
| Simples masculino – 2ª fase | Taylor Fritz vs. Alexander Zverev [4] | Taylor Fritz vs. Alexander Zverev [4] | 4–6, 7–5, 7–60, suspenso |
| Quadra Nº 2                 |                                       |                                       |                          |
| Evento                      | Vencedor(a)/(es/as)                   | Derrotado(a)/(os/as)                  | Resultado                |
| Simples feminino – 2ª fase  | Naomi Osaka [18]                      | Katie Boulter [WC]                    | 6–3, 6–4                 |
| Simples masculino – 2ª fase | Kevin Anderson [8]                    | Andreas Seppi                         | 6–3, 56–7, 6–3, 6–4      |
| Simples masculino – 2ª fase | Novak Djokovic [12]                   | Horacio Zeballos                      | 6–1, 6–2, 6–3            |
| Simples masculino – 2ª fase | Kei Nishikori [24]                    | Bernard Tomic [LL]                    | 2–6, 6–3, 7–67, 7–5      |
| Simples feminino – 2ª fase  | Alison Van Uytvanck                   | Garbiñe Muguruza [3]                  | 5–7, 6–2, 6–1            |
| Quadra Nº 3                 |                                       |                                       |                          |
| Evento                      | Vencedor(a)/(es/as)                   | Derrotado(a)/(os/as)                  | Resultado                |
| Simples feminino – 2ª fase  | Ashleigh Barty [17]                   | Eugenie Bouchard [Q]                  | 6–4, 7–5                 |
| Simples masculino – 2ª fase | Thomas Fabbiano [Q]                   | Stan Wawrinka                         | 7–67, 6–3, 7–66          |
| Simples masculino – 2ª fase | Nick Kyrgios [15]                     | Robin Haase                           | 6–3, 6–4, 7–5            |
| Simples masculino – 2ª fase | Benoît Paire                          | Denis Shapovalov [26]                 | 0–6, 6–2, 6–4, 7–63      |
| Simples feminino – 2ª fase  | Jeļena Ostapenko [12]                 | Kirsten Flipkens                      | 6–1, 6–3                 |

## Dia 5 (6 de julho)
- Cabeças de chave eliminados:
  - Simples masculino:  Sam Querrey [11],  Philipp Kohlschreiber [25]
  - Simples feminino:  Venus Williams [9],  Madison Keys [10],  Barbora Strýcová [23],  Mihaela Buzărnescu [29]
  - Duplas masculinas:  Oliver Marach /  Mate Pavić [1],  Łukasz Kubot /  Marcelo Melo [2],  Aisam-ul-Haq Qureshi /  Jean-Julien Rojer [9],  Pablo Cuevas /  Marcel Granollers [11],  Rohan Bopanna /  Édouard Roger-Vasselin [12]
  - Duplas femininas:  Latisha Chan /  Peng Shuai [5],  Chan Hao-ching /  Yang Zhaoxuan [7],  Raquel Atawo /  Anna-Lena Grönefeld [11]

Ordem dos jogos:
| Quadra Central              | Quadra Central          | Quadra Central             | Quadra Central           |
| Evento                      | Vencedor(a)/(es/as)     | Derrotado(a)/(os/as)       | Resultado                |
| --------------------------- | ----------------------- | -------------------------- | ------------------------ |
| Simples masculino – 3ª fase | Gael Monfils            | Sam Querrey [11]           | 5–7, 6–4, 6–4, 6–2       |
| Simples feminino – 3ª fase  | Serena Williams [25/PR] | Kristina Mladenovic        | 7–5, 7–62                |
| Simples masculino – 3ª fase | Roger Federer [1]       | Jan-Lennard Struff         | 6–3, 7–5, 6–2            |
| Quadra Nº 1                 |                         |                            |                          |
| Evento                      | Vencedor(a)/(es/as)     | Derrotado(a)/(os/as)       | Resultado                |
| Simples masculino – 3ª fase | Alexander Zverev [4]    | Taylor Fritz               | 6–4, 5–7, 06–7, 6–1, 6–2 |
| Simples feminino – 3ª fase  | Kiki Bertens [20]       | Venus Williams [9]         | 6–2, 56–7, 8–6           |
| Simples feminino – 3ª fase  | Karolína Plíšková [7]   | Mihaela Buzărnescu [29]    | 3–6, 7–63, 6–1           |
| Quadra Nº 2                 |                         |                            |                          |
| Evento                      | Vencedor(a)/(es/as)     | Derrotado(a)/(os/as)       | Resultado                |
| Simples masculino – 3ª fase | Kevin Anderson [8]      | Philipp Kohlschreiber [25] | 6–3, 7–5, 7–5            |
| Simples masculino – 3ª fase | Julia Görges [13]       | Barbora Strýcová [23]      | 7–63, 3–6, 10–8          |
| Simples feminino – 3ª fase  | John Isner [9]          | Radu Albot                 | 6–3, 6–3, 6–4            |
| Quadra Nº 3                 |                         |                            |                          |
| Evento                      | Vencedor(a)/(es/as)     | Derrotado(a)/(os/as)       | Resultado                |
| Simples feminino – 3ª fase  | Evgeniya Rodina [Q]     | Madison Keys [10]          | 7–5, 5–7, 6–4            |
| Simples feminino – 3ª fase  | Donna Vekić             | Yanina Wickmayer           | 7–62, 6–1                |
| Simples masculino – 3ª fase | Adrian Mannarino [22]   | Daniil Medvedev            | 6–4, 6–3, 4–6, 5–7, 6–3  |

## Dia 6 (7 de julho)
- Cabeças de chave eliminados:
  - Simples masculino:  Alexander Zverev [4],  Nick Kyrgios [15],  Fabio Fognini [19],  Kyle Edmund [21]
  - Simples feminino:  Simona Halep [1],  Elise Mertens [15],  Ashleigh Barty [17],  Naomi Osaka [18],  Daria Gavrilova [26],  Anett Kontaveit [28]
  - Duplas masculinas:  Pierre-Hugues Herbert /  Nicolas Mahut [4]
  - Duplas mistas:  Marcelo Demoliner /  María José Martínez Sánchez [15]

Ordem dos jogos:
| Quadra Central              | Quadra Central                    | Quadra Central                                          | Quadra Central           |
| Evento                      | Vencedor(a)/(es/as)               | Derrotado(a)/(os/as)                                    | Resultado                |
| --------------------------- | --------------------------------- | ------------------------------------------------------- | ------------------------ |
| Simples masculino – 3ª fase | Rafael Nadal [2]                  | Alex de Minaur                                          | 6–1, 6–2, 6–4            |
| Simples feminino – 3ª fase  | Angelique Kerber [11]             | Naomi Osaka [18]                                        | 6–2, 6–4                 |
| Simples masculino – 3ª fase | Novak Djokovic [12]               | Kyle Edmund [21]                                        | 4–6, 6–3, 6–2, 6–4       |
| Quadra Nº 1                 |                                   |                                                         |                          |
| Evento                      | Vencedor(a)/(es/as)               | Derrotado(a)/(os/as)                                    | Resultado                |
| Simples feminino – 3ª fase  | Hsieh Su-wei                      | Simona Halep [1]                                        | 3–6, 6–4, 7–5            |
| Simples masculino – 3ª fase | Ernests Gulbis [Q]                | Alexander Zverev [4]                                    | 7–62, 4–6, 5–7, 6–3, 6–0 |
| Simples masculino – 3ª fase | Kei Nishikori [24]                | Nick Kyrgios [15]                                       | 6–1, 7–63, 6–4           |
| Quadra Nº 2                 |                                   |                                                         |                          |
| Evento                      | Vencedor(a)/(es/as)               | Derrotado(a)/(os/as)                                    | Resultado                |
| Simples masculino – 3ª fase | Juan Martín del Potro [5]         | Benoît Paire                                            | 6–4, 7–64, 6–3           |
| Simples feminino – 3ª fase  | Dominika Cibulková                | Elise Mertens [15]                                      | 6–2, 6–2                 |
| Duplas masculinas – 2ª fase | Jamie Murray [5] Bruno Soares [5] | Matthew Ebden Taylor Fritz                              | 7–5, 6–3, 6–1            |
| Quadra Nº 3                 |                                   |                                                         |                          |
| Evento                      | Vencedor(a)/(es/as)               | Derrotado(a)/(os/as)                                    | Resultado                |
| Simples feminino – 3ª fase  | Daria Kasatkina [14]              | Ashleigh Barty [17]                                     | 7–5, 6–3                 |
| Simples feminino – 3ª fase  | Jeļena Ostapenko [12]             | Vitalia Diatchenko [Q]                                  | 6–0, 6–4                 |
| Simples masculino – 3ª fase | Jiří Veselý                       | Fabio Fognini [19]                                      | 7–64, 3–6, 6–3, 6–2      |
| Duplas mistas – 2ª fase     | Jack Sock Sloane Stephens         | Marcelo Demoliner [15] María José Martínez Sánchez [15] | 7–5, 6–2                 |
| Duplas mistas – 1ª fase     | Jamie Murray Victoria Azarenka    | Roman Jebavý [Alt] Lucie Hradecká [Alt]                 | 26–7, 6–4, 6–4           |

## Middle Sunday (8 de julho)
Pela tradição, este domingo, chamado de 'Middle Sunday', é dia de descanso.

## Dia 7 (9 de julho)
- Cabeças de chave eliminados:
  - Simples masculino:  Adrian Mannarino [22],  Stefanos Tsitsipas [31]
  - Simples feminino:  Karolína Plíšková [7]
  - Duplas masculinas:  Juan Sebastián Cabal /  Robert Farah [6],  Nikola Mektić /  Alexander Peya [8]
  - Duplas femininas:  Andrea Sestini Hlaváčková /  Barbora Strýcová [2],  Andreja Klepač /  María José Martínez Sánchez [4],  Elise Mertens /  Demi Schuurs [8],  Kiki Bertens /  Johanna Larsson [9],  Kirsten Flipkens /  Monica Niculescu [13],  Lucie Hradecká /  Hsieh Su-wei [14],  Vania King /  Katarina Srebotnik [17]
  - Duplas mistas:  Robert Farah /  Anna-Lena Grönefeld [7],  Max Mirnyi /  Květa Peschke [13]

Ordem dos jogos:
| Quadra Central              | Quadra Central                             | Quadra Central                             | Quadra Central            |
| Evento                      | Vencedor(a)/(es/as)                        | Derrotado(a)/(os/as)                       | Resultado                 |
| --------------------------- | ------------------------------------------ | ------------------------------------------ | ------------------------- |
| Simples masculino – 4ª fase | Roger Federer [1]                          | Adrian Mannarino [22]                      | 6–0, 7–5, 6–4             |
| Simples feminino – 4ª fase  | Serena Williams [25/PR]                    | Evgeniya Rodina [Q]                        | 6–2, 6–2                  |
| Simples masculino – 4ª fase | Rafael Nadal [2]                           | Jiří Veselý                                | 6–3, 6–3, 6–4             |
| Duplas mistas – 2ª fase     | Jamie Murray Victoria Azarenka             | Robert Farah Anna-Lena Grönefeld [7]       | 7–66, 66–7, 7–5           |
| Quadra Nº 1                 |                                            |                                            |                           |
| Evento                      | Vencedor(a)/(es/as)                        | Derrotado(a)/(os/as)                       | Resultado                 |
| Simples feminino – 4ª fase  | Angelique Kerber [11]                      | Belinda Bencic                             | 6–3, 7–65                 |
| Simples masculino – 4ª fase | Kevin Anderson [8]                         | Gaël Monfils                               | 7–64, 7–62, 5–7, 7–64     |
| Simples masculino – 4ª fase | Novak Djokovic [12]                        | Karen Khachanov                            | 6–4, 6–2, 6–2             |
| Quadra Nº 2                 |                                            |                                            |                           |
| Evento                      | Vencedor(a)/(es/as)                        | Derrotado(a)/(os/as)                       | Resultado                 |
| Simples feminino – 4ª fase  | Kiki Bertens [20]                          | Karolína Plíšková [7]                      | 6–3, 7–61                 |
| Simples masculino – 4ª fase | Kei Nishikori [24]                         | Ernests Gulbis [Q]                         | 4–6, 7–65, 7–610, 6–1     |
| Simples masculino – 4ª fase | Juan Martín del Potro [5] vs. Gilles Simon | Juan Martín del Potro [5] vs. Gilles Simon | 7–61, 7–65, 5–7, suspenso |
| Quadra Nº 3                 |                                            |                                            |                           |
| Evento                      | Vencedor(a)/(es/as)                        | Derrotado(a)/(os/as)                       | Resultado                 |
| Simples feminino – 4ª fase  | Jeļena Ostapenko [12]                      | Aliaksandra Sasnovich                      | 7–64, 6–0                 |
| Simples feminino – 4ª fase  | Julia Görges [13]                          | Donna Vekić                                | 6–3, 6–2                  |
| Simples masculino – 4ª fase | John Isner [9]                             | Stefanos Tsitsipas [31]                    | 6–4, 7–68, 7–64           |
| Duplas mistas – 2ª fase     | Jay Clarke [WC] Harriet Dart [WC]          | Max Mirnyi [13] Květa Peschke [13]         | 6–2, 4–6, 6–4             |
| Duplas mistas – 2ª fase     | Henri Kontinen Heather Watson [6]          | Marcin Matkowski Mihaela Buzărnescu        | 6–2, 5–7, 7–5             |

## Dia 8 (10 de julho)
- Cabeças de chave eliminados:
  - Simples feminino:  Daria Kasatkina [14],  Kiki Bertens [20]
  - Duplas masculinas:  Jamie Murray /  Bruno Soares [5],  Ben McLachlan /  Jan-Lennard Struff [14]
  - Duplas mistas:  Mate Pavić /  Gabriela Dabrowski [1],  Édouard Roger-Vasselin /  Andrea Sestini Hlaváčková [6],  Henri Kontinen /  Heather Watson [16]

Ordem dos jogos:
| Quadra Central                                  | Quadra Central                           | Quadra Central                                           | Quadra Central             |
| Evento                                          | Vencedor(a)/(es/as)                      | Derrotado(a)/(os/as)                                     | Resultado                  |
| ----------------------------------------------- | ---------------------------------------- | -------------------------------------------------------- | -------------------------- |
| Simples feminino – Quartas de final             | Angelique Kerber [11]                    | Daria Kasatkina [14]                                     | 6–3, 7–5                   |
| Simples feminino – Quartas de final             | Serena Williams [25/PR]                  | Camila Giorgi                                            | 3–6, 6–3, 6–4              |
| Duplas masculinas – Quartas de final            | Raven Klaasen [13] Michael Venus [13]    | Jamie Murray [5] Bruno Soares [5]                        | 56–7, 7–65, 5–7, 7–64, 6–4 |
| Quadra Nº 1                                     |                                          |                                                          |                            |
| Evento                                          | Vencedor(a)/(es/as)                      | Derrotado(a)/(os/as)                                     | Resultado                  |
| Simples feminino – Quartas de final             | Jeļena Ostapenko [12]                    | Dominika Cibulková                                       | 7–5, 6–4                   |
| Simples feminino – Quartas de final             | Julia Görges [13]                        | Kiki Bertens [20]                                        | 3–6, 7–5, 6–1              |
| Duplas masculinas – Quartas de final            | Dominic Inglot [15] Franko Škugor [15]   | Robin Haase Robert Lindstedt                             | 6–3, 26–7, 7–61, 6–4       |
| Quadra Nº 2                                     |                                          |                                                          |                            |
| Evento                                          | Vencedor(a)/(es/as)                      | Derrotado(a)/(os/as)                                     | Resultado                  |
| Duplas masculinas seniores convidadas – Grupo B | Richard Krajicek Mark Petchey            | Patrick McEnroe Jeff Tarango                             | 6–4, 6–2                   |
| Simples masculino – 4ª fase                     | Juan Martín del Potro [5]                | Gilles Simon                                             | 7–61, 7–65, 5–7, 7–65      |
| Duplas masculinas – Quartas de final            | Frederik Nielsen [WC] Joe Salisbury [WC] | Ben McLachlan [14] Jan-Lennard Struff [14]               | 7–66, 4–6, 7–62, 7–64      |
| Duplas femininas convidadas – Grupo B           | Li Na Ai Sugiyama                        | Tracy Austin Anne Keothavong                             | 6–1, 6–4                   |
| Quadra Nº 3                                     |                                          |                                                          |                            |
| Evento                                          | Vencedor(a)/(es/as)                      | Derrotado(a)/(os/as)                                     | Resultado                  |
| Duplas masculinas seniores convidadas – Grupo A | Jacco Eltingh Paul Haarhuis              | Mansour Bahrami Goran Ivanišević                         | 6–4, 6–3                   |
| Duplas mistas – 3ª fase                         | Alexander Peya [11] Nicole Melichar [11] | Édouard Roger-Vasselin [6] Andrea Sestini Hlaváčková [6] | 7–65, 4–6, 9–7             |
| Duplas masculinas – Quartas de final            | Mike Bryan [7] Jack Sock [7]             | Divij Sharan Artem Sitak                                 | 7–64, 7–65, 36–7, 6–4      |
| Duplas mistas – 3ª fase                         | Ivan Dodig [3] Latisha Chan [3]          | Henri Kontinen [16] Heather Watson [16]                  | 6–2, 7–64                  |

## Dia 9 (11 de julho)
- Cabeças de chave eliminados:
  - Simples masculino:  Roger Federer [1],  Juan Martín del Potro,  Milos Raonic,  Kei Nishikori [24]
  - Duplas femininas:  Tímea Babos /  Kristina Mladenovic [1],  Irina-Camelia Begu /  Mihaela Buzărnescu [15]
  - Duplas mistas:  Nikola Mektić /  Chan Hao-ching [5],  Matwé Middelkoop /  Johanna Larsson [12]

Ordem dos jogos:
| Quadra Central                        | Quadra Central                                | Quadra Central                                  | Quadra Central             |
| Evento                                | Vencedor(a)/(es/as)                           | Derrotado(a)/(os/as)                            | Resultado                  |
| ------------------------------------- | --------------------------------------------- | ----------------------------------------------- | -------------------------- |
| Simples masculino – Quartas de final  | Novak Djokovic [12]                           | Kei Nishikori [24]                              | 6–3, 3–6, 6–2, 6–2         |
| Simples masculino – Quartas de final  | Rafael Nadal [2]                              | Juan Martin del Potro [5]                       | 7-5, 76-7, 4–6, 6–4, 6–4   |
| Quadra Nº 1                           |                                               |                                                 |                            |
| Evento                                | Vencedor(a)/(es/as)                           | Derrotado(a)/(os/as)                            | Resultado                  |
| Simples masculino – Quartas de final  | Kevin Anderson [8]                            | Roger Federer [1]                               | 2-6, 56-7, 7-5, 6-4, 13-11 |
| Simples masculino – Quartas de final  | John Isner [9]                                | Milos Raonic [13]                               | 56-7, 7-67, 6–4, 6–3       |
| Quadra Nº 2                           |                                               |                                                 |                            |
| Evento                                | Vencedor(a)/(es/as)                           | Derrotado(a)/(os/as)                            | Resultado                  |
| Duplas femininas – Quartas de final   | Alicja Rosolska Abigail Spears                | Tímea Babos [1] Kristina Mladenovic [1]         | 7–64, 6–3                  |
| Duplas femininas – Quartas de final   | Barbora Krejčíková [3] Kateřina Siniaková [3] | Tatjana Maria Heather Watson                    | 3–6, 7–65, 6–4             |
| Duplas mistas – 3ª fase               | Jamie Murray Victoria Azarenka                | Matwé Middelkoop [12] Johanna Larsson [12]      | 7–66, 6–3                  |
| Duplas mistas – 3ª fase               | Juan Sebastián Cabal [10] Abigail Spears [10] | Robin Haase Kirsten Flipkens                    | 6–3, 6–4                   |
| Quadra Nº 3                           |                                               |                                                 |                            |
| Evento                                | Vencedor(a)/(es/as)                           | Derrotado(a)/(os/as)                            | Resultado                  |
| Duplas femininas – Quartas de final   | Nicole Melichar [12] Květa Peschke [12]       | Irina-Camelia Begu [15] Mihaela Buzărnescu [15] | 5–7, 6–4, 6–4              |
| Duplas femininas – Quartas de final   | Gabriela Dabrowski [6] Xu Yifan [6]           | Bethanie Mattek-Sands Lucie Šafářová            | 5–7, 6–4, 6–2              |
| Duplas mistas – 3ª fase               | Michael Venus [9] Katarina Srebotnik [9]      | Nikola Mektić [5] Chan Hao-ching [5]            | 4–6, 7–62, 6–4             |
| Duplas femininas convidadas – Grupo B | Kim Clijsters Rennae Stubbs                   | Li Na Ai Sugiyama                               | 6–1, 6–4                   |
| Duplas femininas convidadas – Grupo A | Cara Black Martina Navratilova                | Lindsay Davenport Mary Joe Fernández            | 6–3, 6–3                   |

## Dia 10 (12 de julho)
- Cabeças de chave eliminados:
  - Simples feminino:  Jeļena Ostapenko [12],  Julia Görges [13]
  - Duplas masculinas:  Dominic Inglot [15] /  Franko Škugor [15]
  - Duplas mistas:  Bruno Soares /  Ekaterina Makarova [2],  Ivan Dodig /  Latisha Chan [3],  Jean-Julien Rojer /  Demi Schuurs [4],  Juan Sebastián Cabal [10] /  Abigail Spears [10]

Ordem dos jogos:
| Quadra Central                                  | Quadra Central                           | Quadra Central                                | Quadra Central             |
| Evento                                          | Vencedor(a)/(es/as)                      | Derrotado(a)/(os/as)                          | Resultado                  |
| ----------------------------------------------- | ---------------------------------------- | --------------------------------------------- | -------------------------- |
| Simples feminino – Semifinais                   | Angelique Kerber [11]                    | Jeļena Ostapenko [12]                         | 6–3, 6–3                   |
| Simples feminino – Semifinais                   | Serena Williams [25/PR]                  | Julia Görges [13]                             | 6–2, 6–4                   |
| Duplas mistas – Quartas de final                | Jay Clarke [WC] Harriet Dart [WC]        | Juan Sebastián Cabal [10] Abigail Spears [10] | 7–610, 7–5                 |
| Duplas masculinas convidadas – Grupo B          | Tommy Haas Mark Philippoussis            | Fernando González Sébastien Grosjean          | 6–3, 6–4                   |
| Quadra Nº 1                                     |                                          |                                               |                            |
| Evento                                          | Vencedor(a)/(es/as)                      | Derrotado(a)/(os/as)                          | Resultado                  |
| Duplas masculinas – Semifinais                  | Raven Klaasen [13] Michael Venus [13]    | Frederik Nielsen Joe Salisbury                | 7–66, 3–6, 6–3, 6–4        |
| Duplas mistas – Quartas de final                | Jamie Murray Victoria Azarenka           | Jean-Julien Rojer [4] Demi Schuurs [4]        | 4–6, 7–5, 7–5              |
| Duplas mistas – Quartas de final                | Michael Venus [9] Katarina Srebotnik [9] | Ivan Dodig [3] Latisha Chan [3]               | 7–5, 3–6, 6–0              |
| Quadra Nº 2                                     |                                          |                                               |                            |
| Evento                                          | Vencedor(a)/(es/as)                      | Derrotado(a)/(os/as)                          | Resultado                  |
| Duplas masculinas convidadas – Grupo B          | Thomas Enqvist Thomas Johansson          | Jamie Delgado Jonathan Marray                 | 7–63, 6–3                  |
| Duplas masculinas – Semifinais                  | Mike Bryan [7] Jack Sock [7]             | Dominic Inglot [15] Franko Škugor [15]        | 6–3, 6–1, 116–7, 46–7, 6–4 |
| Simples feminino juvenil – Quartas de final     | Iga Świątek [9]                          | Emma Raducanu                                 | 6–0, 6–1                   |
| Duplas masculinas juvenis – 2ª fase             | Nicolás Mejia [6] Ondřej Štyler [6]      | Mu Tao Leopold Zima                           | 6–3, 3–6, 8–6              |
| Quadra Nº 3                                     |                                          |                                               |                            |
| Evento                                          | Vencedor(a)/(es/as)                      | Derrotado(a)/(os/as)                          | Resultado                  |
| Duplas femininas convidadas – Grupo B           | Iva Majoli Selima Sfar                   | Tracy Austin Anne Keothavong                  | 5–7, 6–3, [10–7]           |
| Duplas masculinas seniores convidadas – Grupo B | Wayne Ferreira Mark Woodforde            | Patrick McEnroe Jeff Tarango                  | 6–2, 6–3                   |
| Duplas masculinas seniores convidadas – Grupo A | Jacco Eltingh Paul Haarhuis              | Jeremy Bates Andrew Castle                    | 6–4, 6–3                   |
| Duplas masculinas seniores convidadas – Grupo A | Jonas Björkman Todd Woodbridge           | Mansour Bahrami Goran Ivanišević              | 6–4, 4–6, [10–7]           |
| Duplas masculinas convidadas – Grupo A          | Justin Gimelstob Ross Hutchins           | Arnaud Clément Miles Maclagan                 | 6–2, 7–5                   |

## Dia 11 (13 de julho)
- Cabeças de chave eliminados:
  - Simples masculino:  John Isner [9]
  - Duplas femininas:  Gabriela Dabrowski /  Xu Yifan [6]
  - Duplas mistas:  Michael Venus /  Katarina Srebotnik [9]

Ordem dos jogos:
| Quadra Central                                  | Quadra Central                                | Quadra Central                           | Quadra Central               |
| Evento                                          | Vencedor(a)/(es/as)                           | Derrotado(a)/(os/as)                     | Resultado                    |
| ----------------------------------------------- | --------------------------------------------- | ---------------------------------------- | ---------------------------- |
| Simples masculino – Semifinais                  | Kevin Anderson [8]                            | John Isner [9]                           | 7–66, 56–7, 96–7, 6–4, 26–24 |
| Simples masculino – Semifinais                  | Novak Djokovic [12] vs. Rafael Nadal [2]      | Novak Djokovic [12] vs. Rafael Nadal [2] | 6–4, 3–6, 7–69, suspenso     |
| Quadra Nº 1                                     |                                               |                                          |                              |
| Evento                                          | Vencedor(a)/(es/as)                           | Derrotado(a)/(os/as)                     | Resultado                    |
| Duplas femininas – Semifinais                   | Nicole Melichar [12] Květa Peschke [12]       | Gabriela Dabrowski [6] Xu Yifan [6]      | 6–3, 4–6, 7–5                |
| Duplas femininas – Semifinais                   | Barbora Krejčíková [3] Kateřina Siniaková [3] | Alicja Rosolska Abigail Spears           | 7–5, 6–4                     |
| Duplas mistas – Semifinais                      | Jamie Murray Victoria Azarenka                | Jay Clarke [WC] Harriet Dart [WC]        | 6–2, 6–2                     |
| Duplas mistas – Semifinais                      | Alexander Peya [11] Nicole Melichar [11]      | Michael Venus [9] Katarina Srebotnik [9] | 6–4, 6–4                     |
| Quadra Nº 3                                     |                                               |                                          |                              |
| Evento                                          | Vencedor(a)/(es/as)                           | Derrotado(a)/(os/as)                     | Resultado                    |
| Duplas masculinas seniores convidadas – Grupo A | Jeremy Bates Andrew Castle                    | Mansour Bahrami Goran Ivanišević         | 6–4, 7–64                    |
| Duplas femininas convidadas – Grupo A           | Conchita Martínez Barbara Schett              | Lindsay Davenport Mary Joe Fernández     | 6–4, 4–6, [10–6]             |
| Simples masculino juvenil – Semifinais          | Jack Draper                                   | Nicolas Mejia [5]                        | 7–65, 66–7, 19–17            |

## Dia 12 (14 de julho)
- Cabeças de chave eliminados:
  - Simples masculino:  Rafael Nadal [2]
  - Simples feminino:  Serena Williams [25]
  - Duplas masculinas:  Raven Klaasen /  Michael Venus [13]
  - Duplas femininas:  Nicole Melichar /  Květa Peschke [12]

Ordem dos jogos:
| Quadra Central                                  | Quadra Central                                | Quadra Central                          | Quadra Central            |
| Evento                                          | Vencedor(a)/(es/as)                           | Derrotado(a)/(os/as)                    | Resultado                 |
| ----------------------------------------------- | --------------------------------------------- | --------------------------------------- | ------------------------- |
| Simples masculino – Semifinais                  | Novak Djokovic [12]                           | Rafael Nadal [2]                        | 6–4, 3–6, 7–69, 3–6, 10–8 |
| Simples feminino – Final                        | Angelique Kerber [11]                         | Serena Williams [25/PR]                 | 6–3, 6–3                  |
| Duplas masculinas – Final                       | Mike Bryan [7] Jack Sock [7]                  | Raven Klaasen [13] Michael Venus [13]   | 6–3, 96–7, 6–3, 5–7, 7–5  |
| Quadra Nº 1                                     |                                               |                                         |                           |
| Evento                                          | Vencedor(a)/(es/as)                           | Derrotado(a)/(os/as)                    | Resultado                 |
| Simples feminino juvenil – Final                | Iga Świątek                                   | Leonie Küng                             | 6–4, 6–2                  |
| Duplas masculinas seniores convidadas – Grupo B | Henri Leconte Cédric Pioline                  | Patrick McEnroe Jeff Tarango            | 6–4, 7–5                  |
| Duplas masculinas convidadas – Grupo B          | Tommy Haas Mark Philippoussis                 | Thomas Enqvist Thomas Johansson         | 6–2, 36–7, [10–8]         |
| Duplas femininas – Final                        | Barbora Krejčíková [3] Kateřina Siniaková [3] | Nicole Melichar [12] Květa Peschke [12] | 6–4, 4–6, 6–0             |
| Quadra Nº 3                                     |                                               |                                         |                           |
| Evento                                          | Vencedor(a)/(es/as)                           | Derrotado(a)/(os/as)                    | Resultado                 |
| Duplas masculinas cadeirantes – Final           | Alfie Hewett [2] Gordon Reid [2]              | Joachim Gérard Stefan Olsson            | 6–1, 6–4                  |
| Simples feminino cadeirante – Final             | Diede de Groot                                | Aniek van Koot                          | 6–3, 6–2                  |
| Duplas tetraplégicas – Final                    | Andy Lapthorne David Wagner                   | Dylan Alcott Lucas Sithole              | 6–2, 6–3                  |
| Duplas femininas cadeirantes – Semifinais       | Sabine Ellerbrock Lucy Shuker                 | Marjolein Buis Aniek van Koot           | 3–6, 6–4, 6–4             |

## Dia 13 (15 de julho)
- Cabeças de chave eliminados:
  - Simples masculino:  Kevin Anderson [8]

Ordem dos jogos:
| Quadra Central                                | Quadra Central                           | Quadra Central                 | Quadra Central |
| Evento                                        | Vencedor(a)/(es/as)                      | Derrotado(a)/(os/as)           | Resultado      |
| --------------------------------------------- | ---------------------------------------- | ------------------------------ | -------------- |
| Simples masculino – Final                     | Novak Djokovic [12]                      | Kevin Anderson [8]             | 6–2, 6–2, 7–63 |
| Duplas mistas – Final                         | Alexander Peya [11] Nicole Melichar [11] | Jamie Murray Victoria Azarenka | 7–61, 6–3      |
| Quadra Nº 1                                   |                                          |                                |                |
| Evento                                        | Vencedor(a)/(es/as)                      | Derrotado(a)/(os/as)           | Resultado      |
| Simples masculino juvenil – Final             | Tseng Chun-hsin [1]                      | Jack Draper                    | 6–1, 26–7, 6–4 |
| Duplas femininas convidadas – Final           | Kim Clijsters Rennae Stubbs              | Cara Black Martina Navratilova | 6–3, 6–4       |
| Duplas masculinas seniores convidadas – Final | Tommy Haas Mark Philippoussis            | Colin Fleming Xavier Malisse   | 7–64, 6–4      |
| Quadra Nº 3                                   |                                          |                                |                |
| Evento                                        | Vencedor(a)/(es/as)                      | Derrotado(a)/(os/as)           | Resultado      |
| Duplas femininas cadeirantes – Final          | Diede de Groot [1] Yui Kamiji [1]        | Sabine Ellerbrock Lucy Shuker  | 6–1, 6–1       |
| Simples masculino cadeirante – Final          | Stefan Olsson                            | Gustavo Fernández              | 6–2, 0–6, 6–3  |